# Belgische kwalificatie voor het wereldkampioenschap voetbal 2006
België nam van september 2004 tot oktober 2005 deel aan de kwalificatiecampagne voor het WK 2006 in Duitsland, maar wist zich niet te plaatsen voor het eindtoernooi. Het team van bondscoach Aimé Anthuenis werd vierde in zijn groep.

## Kwalificatie
België begon op 4 september 2004 in het Stade du Pays de Charleroi aan de WK-kwalificatiecampagne met een thuiswedstrijd tegen Litouwen. Na iets meer dan een uur spelen bevrijdde Wesley Sonck zijn elftal door via een vrijschop te scoren. De spits, die niet goed in de wedstrijd zat en op het punt stond gewisseld te worden, eiste de bal op en trapte het leer rechtstreeks in doel. België leek zo de belangrijke drie punten thuis te houden, maar tien minuten later bracht gewezen Club Brugge-spits Edgaras Jankauskas de score opnieuw in evenwicht.
De slechte start werd gevolgd door een moeilijke verplaatsing naar Spanje. Na reeds tien minuten kreeg verdediger Eric Deflandre rood. Desondanks wist België tot de rust stand te houden. Na iets meer dan een uur sloeg Spanje dan toch toe. Via doelpunten van Albert Luque en Raúl kwam de thuisploeg 2-0 voor. Enkele minuten later werd ook Bart Goor uitgesloten. De linkermiddenvelder kreeg rood voor spuwen richting Xavi.
Een maand later, op 17 november 2004, moest België het opnemen tegen Servië en Montenegro. Voor de belangrijke interland liet Anthuenis doelman Silvio Proto debuteren. De toenmalige keeper van La Louvière moest echter twee keer zijn meerdere erkennen. Servië en Montenegro kwam met 0-2 winnen dankzij doelpunten van Zvonimir Vukić en Mateja Kežman. Ondanks de nederlaag weigerde bondscoach Anthuenis op te stappen.
Met één punt uit drie wedstrijden kenden de Rode Duivels een zeer slechte start van de kwalificatiecampagne. In de pers werd er dan ook erg kritisch gereageerd op de aanpak en selectiebeleid van Anthuenis. Op 26 maart 2005 moest er dan ook gewonnen worden van Bosnië en Herzegovina. België kwam echter al in de eerste minuut op achterstand door een doelpunt van Zlatan Bajramović. Uiteindelijk werd er dankzij goals van Emile Mpenza (2x), Koen Daerden en Thomas Buffel nog met ruime cijfers gewonnen.
Vier dagen later volgde de uitwedstrijd tegen San Marino. Het kleine voetballand hield voor eigen volk goed stand. Een zwak België won met slechts 1-2 dankzij een strafschopdoelpunt van Timmy Simons en kopbaldoelpunt van Daniel Van Buyten.
In juni 2006 mochten de Rode Duivels het, zonder de geblesseerde aanvoerder Simons, opnieuw opnemen tegen Servië en Montenegro. Het duel eindigde ondanks veel kansen voor de Serviërs in een scoreloos gelijkspel. Vooral doelman Proto hield zijn elftal meermaals recht.
Zolang België niet mathematisch zeker was van de uitschakeling en behield KBVB-voorzitter Jan Peeters het vertrouwen in Anthuenis. Op 3 september 2005 trokken de Rode Duivels naar Bosnië. De belangrijke wedstrijd, waarin de bondscoach met Simons, Yves Vanderhaeghe en Jelle Van Damme voor drie verdedigende middenvelders koos, werd met 1-0 verloren door een doelpunt van Sergej Barbarez. Door de nederlaag beschikte België over slechts acht punten, maar was het nog steeds niet mathematisch uitgeschakeld. Hoewel de kans dat België zich nog zou kwalificeren bijzonder klein was, weigerde Anthuenis toe te geven dat de strijd gestreden was. Radiocommentator Peter Vandenbempt noemde het later "een groteske vorm van optimisme".
Het optimisme en de waterkans op kwalificatie bleven ook na de thuiswedstrijd tegen San Marino intact. Het werd 8-0 na doelpunten van Mbo Mpenza (2x), Daerden (2x), Simons, Buffel, Van Buyten en Kevin Vandenbergh. Een maand later, op 8 oktober 2005, was België definitief uitgeschakeld. De Rode Duivels verloren voor eigen volk met 0-2 van Spanje na twee doelpunten van Fernando Torres. Vier dagen later speelde België opnieuw gelijk tegen Litouwen. Het werd 1-1 na een goal van Karel Geraerts en een eigen doelpunt van Olivier Deschacht.
Na de mislukte kwalificatiecampagnes voor het EK 2004 en het WK 2006 stapte bondscoach Anthuenis op.

### Kwalificatieduels
| 4 september 2004 | België                | 1 – 1 | Litouwen              |
| 9 oktober 2004   | Spanje                | 2 – 0 | België                |
| 17 november 2004 | België                | 0 – 2 | Servië en Montenegro  |
| 26 maart 2005    | België                | 4 – 1 | Bosnië en Herzegovina |
| 30 maart 2005    | San Marino            | 1 – 2 | België                |
| 4 juni 2005      | Servië en Montenegro  | 0 – 0 | België                |
| 3 september 2005 | Bosnië en Herzegovina | 1 – 0 | België                |
| 7 september 2005 | België                | 8 – 0 | San Marino            |
| 8 oktober 2005   | België                | 0 – 2 | Spanje                |
| 12 oktober 2005  | Litouwen              | 1 – 1 | België                |

### Stand groep 7
| Land                  | GW | W | G | V  | DV | DT | +/- | Ptn |
| --------------------- | -- | - | - | -- | -- | -- | --- | --- |
| Servië en Montenegro  | 10 | 6 | 4 | 0  | 16 | 1  | 15  | 22  |
| Spanje                | 10 | 5 | 5 | 0  | 19 | 3  | 16  | 20  |
| Bosnië en Herzegovina | 10 | 4 | 4 | 2  | 12 | 9  | 3   | 16  |
| België                | 10 | 3 | 3 | 4  | 16 | 11 | 5   | 12  |
| Litouwen              | 10 | 2 | 4 | 4  | 8  | 9  | -1  | 10  |
| San Marino            | 10 | 0 | 0 | 10 | 2  | 40 | -38 | 0   |

## Technische staf
| Naam            | Functie           |
| --------------- | ----------------- |
| Technische staf |                   |
| Aimé Anthuenis  | Bondscoach        |
| Eddy Snelders   | Assistent-trainer |
| Jacky Munaron   | Keeperstrainer    |

## Uitrustingen
Sportmerk: Nike
| Thuis | Uit | Doelman |

## Doelpuntenmakers
| Naam              | Goals | GW |
| ----------------- | ----- | -- |
| Koen Daerden      | 3     | 6  |
| Thomas Buffel     | 2     | 9  |
| Timmy Simons      | 2     | 8  |
| Daniel Van Buyten | 2     | 8  |
| Mbo Mpenza        | 2     | 7  |
| Emile Mpenza      | 2     | 5  |
| Kevin Vandenbergh | 1     | 5  |
| Wesley Sonck      | 1     | 3  |
| Karel Geraerts    | 1     | 2  |

KBVB · A-internationals · Selecties · Statistieken · Bondscoaches · Belgisch vrouwenelftal · Olympisch elftal · België U21 · België U20 · België U19 · België U18 · België U17 · België U16 · Vrouwen U19 · Vrouwen U17
Albanië ·
Algerije ·
Andorra ·
Argentinië ·
Armenië ·
Australië ·
Azerbeidzjan ·
Bosnië en Herzegovina · 
Brazilië ·
Bulgarije ·
Burkina Faso ·
Canada ·
Chili ·
Colombia ·
Costa Rica ·
Cyprus ·
DDR ·
Denemarken ·
Duitsland ·
Egypte ·
El Salvador ·
Engeland ·
Estland ·
Faeröer ·
Finland ·
Frankrijk ·
Gabon ·
Gibraltar ·
Griekenland ·
Hongarije ·
Ierland ·
IJsland ·
Irak ·
Israël ·
Italië ·
Ivoorkust ·
Japan ·
Joegoslavië ·
Kazachstan ·
Kroatië · 
Letland ·
Litouwen ·
Luxemburg ·
Malta ·
Marokko ·
Mexico ·
Montenegro · 
Nederland ·
Noord-Ierland ·
Noord-Macedonië ·
Noorwegen ·
Oekraïne ·
Oostenrijk ·
Panama · 
Paraguay ·
Peru ·
Polen ·
Portugal ·
Qatar ·
Roemenië ·
Rusland ·
San Marino ·
Saoedi-Arabië ·
Schotland ·
Servië ·
Servië en Montenegro ·
Slovenië ·
Slowakije ·
Sovjet-Unie ·
Spanje ·
Tsjechië ·
Tsjecho-Slowakije ·
Tunesië · 
Turkije · 
Uruguay · 
Verenigde Staten · 
Wales · 
Wit-Rusland ·
Zambia · 
Zuid-Korea · 
Zweden · 
Zwitserland
Algerije (2014) ·
Argentinië (2014) · 
Brazilië (2018) · 
Canada (2022) · 
Denemarken (2021) · 
Engeland (2018, 1) · 
Engeland (2018, 2) · 
Finland (2021) · 
Frankrijk (1904) ·
Frankrijk (2018) · 
Ierland (2016) · 
Italië (2016) · 
Italië (2021) · 
Japan (2018) · 
Kroatië (2022) · 
Marokko (2022) · 
Nederland (1985) · 
Panama (2018) ·
Polen (1982) · 
Portugal (2021) · 
Rusland (2014) · 
Rusland (2021) · 
Sovjet-Unie (1982) · 
Tunesië (2018) · 
Verenigde Staten (2014) ·
West-Duitsland (1980) · 
Zuid-Korea (2014)